# Визеу (окръг)
Визеу е един от 18-те окръга на Португалия. Площта му е 5010 квадратни километра, а населението – 353 509 души (по приблизителна оценка от декември 2019 г.). Разделен е допълнително на 24 общини, които са разделени на 372 енории.